# Llei de Morrie
La llei de Morrie és una identitat trigonomètrica singular. El seu nom s'atribueix al físic Richard Feynman, que solia referir-se a aquesta identitat amb aquest nom. Feynman va triar aquest nom perquè la va aprendre durant la seva infantesa a través d'un noi anomenat Morrie Jacob i la va recordar tota la seva vida.

## Identitat i generalització
{\displaystyle \cos(20^{\circ })\cdot \cos(40^{\circ })\cdot \cos(80^{\circ })={\frac {1}{8}}.}
És un cas especial de la identitat, més general,
{\displaystyle 2^{n}\cdot \prod _{k=0}^{n-1}\cos(2^{k}\alpha )={\frac {\sin(2^{n}\alpha )}{\sin(\alpha )}}}
amb n = 3 i α = 20° i el fet que 
{\displaystyle {\frac {\sin(160^{\circ })}{\sin(20^{\circ })}}={\frac {\sin(180^{\circ }-20^{\circ })}{\sin(20^{\circ })}}=1,}
ja que 
{\displaystyle \sin(180^{\circ }-x)=\sin(x).}

## Identitats similars
També existeix una identitat similar amb la funció sinus:
{\displaystyle \sin(20^{\circ })\cdot \sin(40^{\circ })\cdot \sin(80^{\circ })={\frac {\sqrt {3}}{8}}.}
A més, si es divideix la segona identitat per la primera, s'obté:
{\displaystyle \tan(20^{\circ })\cdot \tan(40^{\circ })\cdot \tan(80^{\circ })={\sqrt {3}}=\tan(60^{\circ }).}

## Demostració

### Demostració geomètrica de la llei de Morrie

Enneàgon regular amb el centre de la seva circumferència circumscrita. Calculant els angles:

Consideri's l'enneàgon regular {\displaystyle ABCDEFGHI} amb costat de longitud {\displaystyle 1} i sigui {\displaystyle M} el punt mig del costat {\displaystyle AB}, {\displaystyle L} el punt mig de {\displaystyle BF} i {\displaystyle J} el punt mig del costat {\displaystyle BD}. Els angles interiors de l'enneàgon són tots de {\displaystyle 140^{\circ }} i a més {\displaystyle \gamma =\angle FBM=80^{\circ }}, {\displaystyle \beta =\angle DBF=40^{\circ }} i {\displaystyle \alpha =\angle CBD=20^{\circ }} (vegeu la figura). Aplicant la definició del cosinus en els triangles rectangles {\displaystyle \triangle BFM}, {\displaystyle \triangle BDL} i {\displaystyle \triangle BCJ} s'obté una demostració de la llei de Morrie:
{\displaystyle {\begin{aligned}1&=|AB|\\&=2\cdot |MB|\\&=2\cdot |BF|\cdot \cos(\gamma )\\&=2^{2}|BL|\cos(\gamma )\\&=2^{2}\cdot |BD|\cdot \cos(\gamma )\cdot \cos(\beta )\\&=2^{3}\cdot |BJ|\cdot \cos(\gamma )\cdot \cos(\beta )\\&=2^{3}\cdot |BC|\cdot \cos(\gamma )\cdot \cos(\beta )\cdot \cos(\alpha )\\&=2^{3}\cdot 1\cdot \cos(\gamma )\cdot \cos(\beta )\cdot \cos(\alpha )\\&=8\cdot \cos(80^{\circ })\cdot \cos(40^{\circ })\cdot \cos(20^{\circ })\end{aligned}}}

### Demostració algebraica de la identitat generalitzada
Recordeu la fórmula de l'angle doble per a la funció sinus
{\displaystyle \sin(2\alpha )=2\sin(\alpha )\cos(\alpha ).}
Si s'aïlla {\displaystyle \cos(\alpha )}
{\displaystyle \cos(\alpha )={\frac {\sin(2\alpha )}{2\sin(\alpha )}}.}
Segueix:
{\displaystyle {\begin{aligned}\cos(2\alpha )&={\frac {\sin(4\alpha )}{2\sin(2\alpha )}}\\[6pt]\cos(4\alpha )&={\frac {\sin(8\alpha )}{2\sin(4\alpha )}}\\&\,\,\,\vdots \\\cos \left(2^{n-1}\alpha \right)&={\frac {\sin \left(2^{n}\alpha \right)}{2\sin \left(2^{n-1}\alpha \right)}}.\end{aligned}}}
Si es multipliquen totes aquestes expressions juntes s'obté:
{\displaystyle \cos(\alpha )\cos(2\alpha )\cos(4\alpha )\cdots \cos \left(2^{n-1}\alpha \right)={\frac {\sin(2\alpha )}{2\sin(\alpha )}}\cdot {\frac {\sin(4\alpha )}{2\sin(2\alpha )}}\cdot {\frac {\sin(8\alpha )}{2\sin(4\alpha )}}\cdots {\frac {\sin \left(2^{n}\alpha \right)}{2\sin \left(2^{n-1}\alpha \right)}}.}
Els numeradors i denominadors del mig s'anul·len deixant només el primer denominador, una potència de 2 i el numerador final. Noti's que hi ha n termes en tots dos costats de l'expressió. És a dir,
{\displaystyle \prod _{k=0}^{n-1}\cos \left(2^{k}\alpha \right)={\frac {\sin \left(2^{n}\alpha \right)}{2^{n}\sin(\alpha )}},}
que és equivalent a la generalització de la llei de Morrie.